# Litops

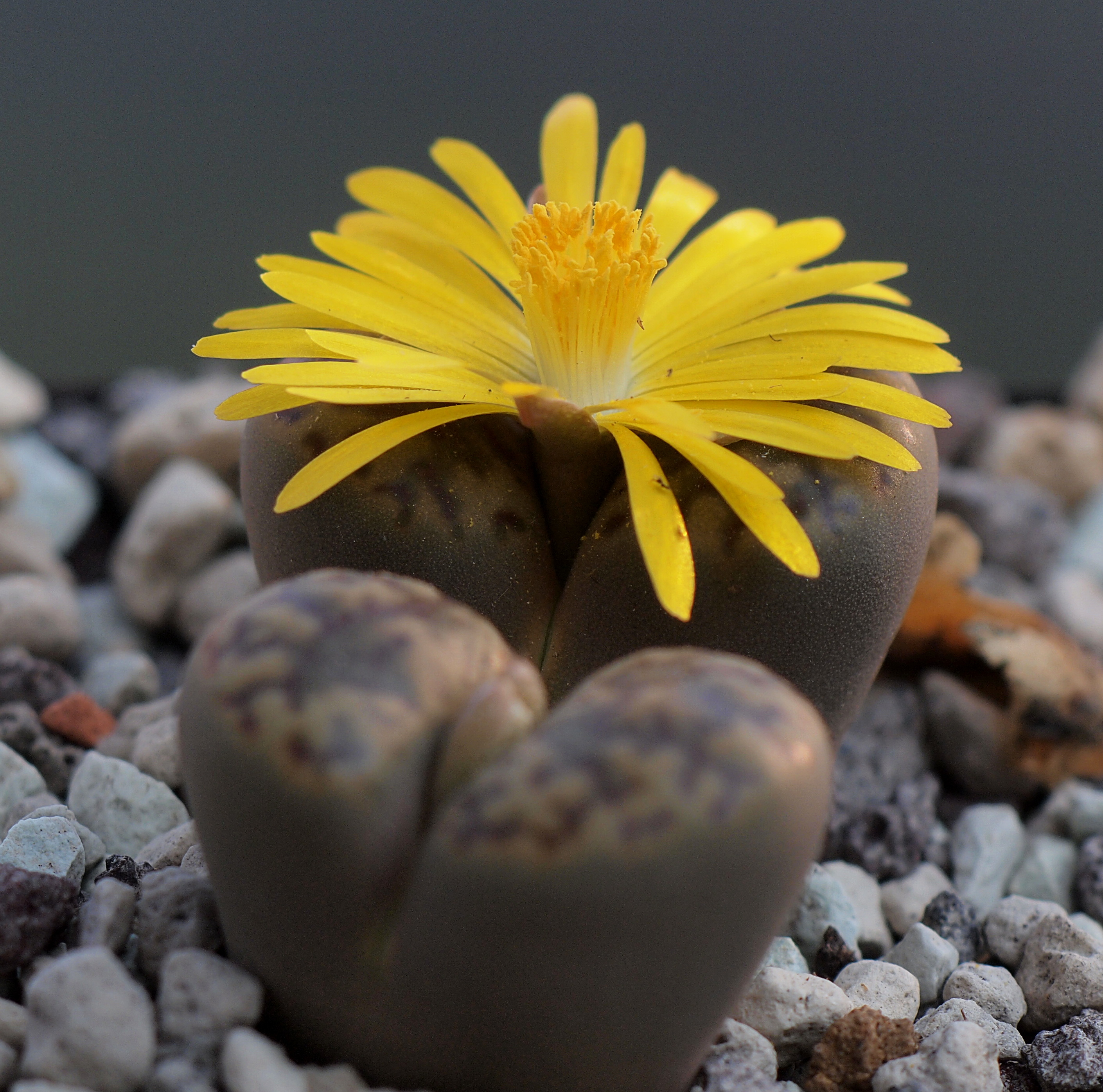
Lithops bromfieldii

Litops, żywe kamienie (Lithops) – rodzaj sukulentów z rodziny pryszczyrnicowatych. Należy do niego ok. 40 gatunków. Zasięg tych roślin obejmuje Republikę Południowej Afryki, Namibię i Botswanę. 
Słowo lithos pochodzi z języka greckiego i oznacza kamień. Lithops oznacza podobny do kamienia. Jest to bardzo dobre określenie tych roślin, które starają się unikać bycia zjedzonym przez zmieszanie się z okolicznymi kamieniami. Rodzaj ten został odkryty przez Williama Johna Burchella w roku 1811, który myślał, że widzi kamień o bardzo interesującym kształcie. Gdy próbował go podnieść, ku swojemu zdziwieniu odkrył, iż jest to roślina.

## Morfologia

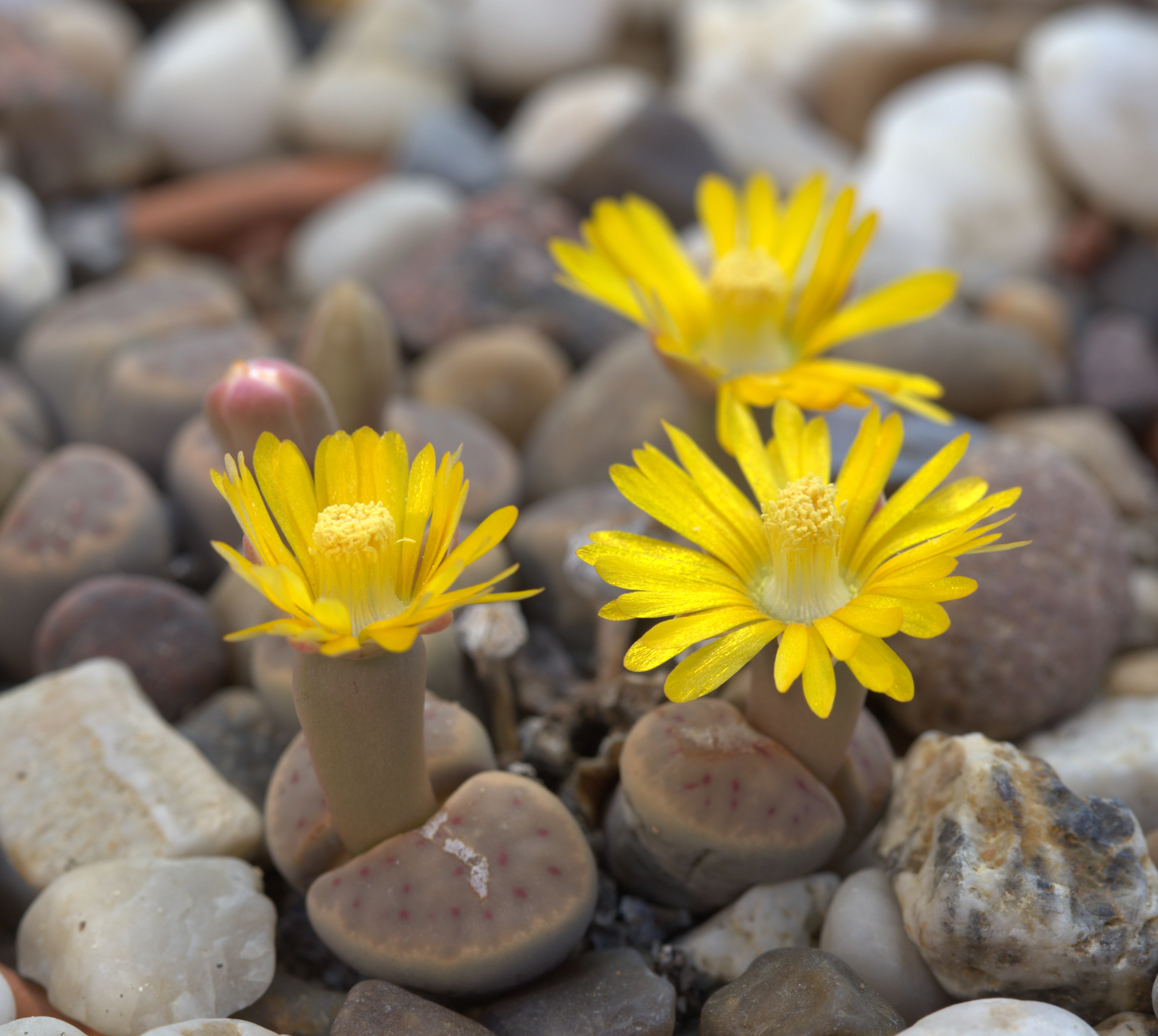
Lithops dinteri

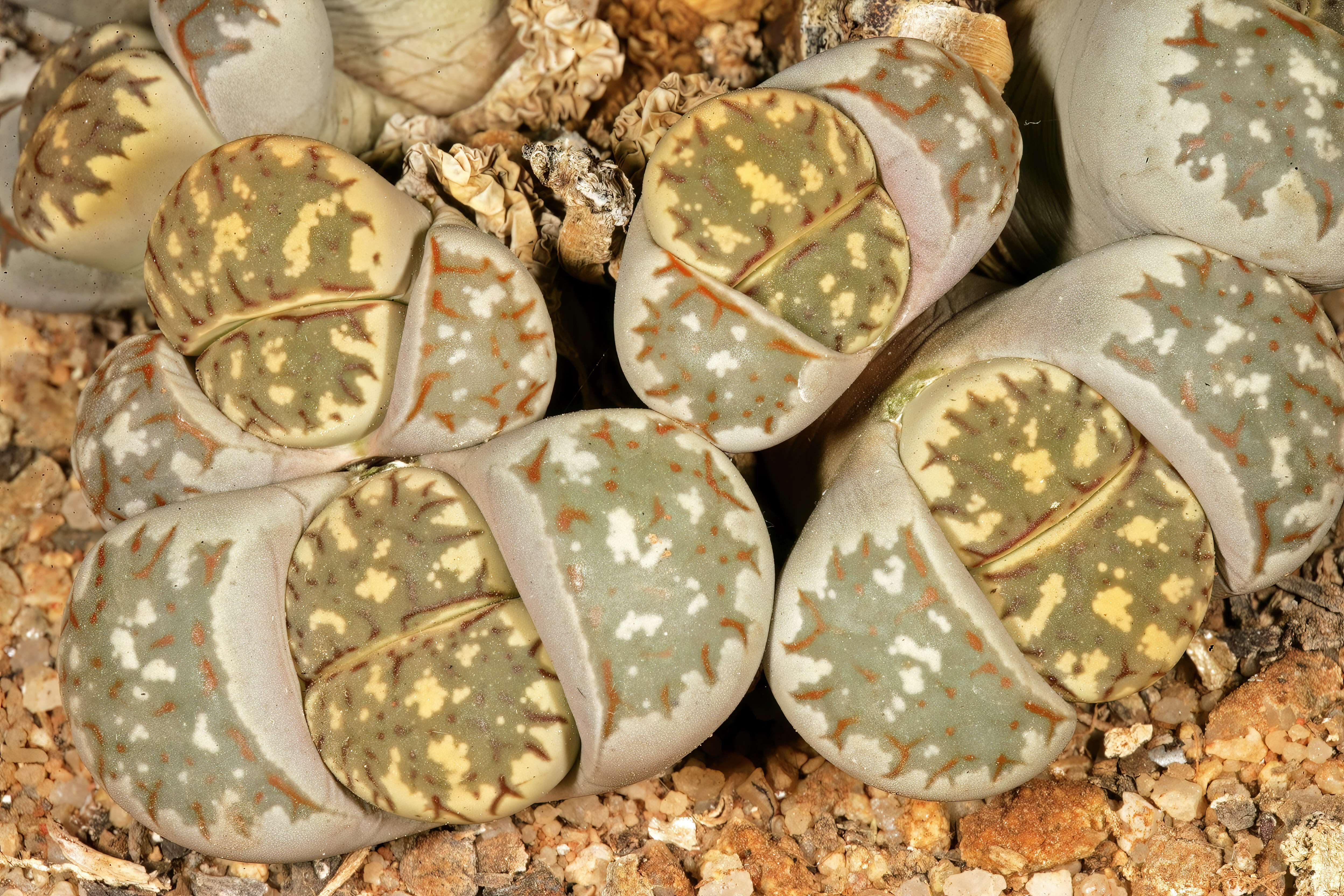
Lithops dinteri

PokrójRośliny bez łodygi, nagie, wyrastają pojedynczo lub w małych grupach.
LiścieZrośnięte parami w walcowaty twór, przypominający kamień (mimetyzm).
KwiatyWyrastają ze szczeliny między liśćmi, promieniste, o białych lub żółtych płatkach.

## Systematyka
Rodzaj z rodziny pryszczyrnicowatych (Aizoaceae),  rzędu goździkowców (Caryophyllales) w obrębie dwuliściennych właściwych. W obrębie goździkowatych należy do podrodziny  Ruschioideae  plemienia Rushiae.
Pozycja w systemie Reveala (1993-1999)
Gromada okrytonasienne (Magnoliophyta Cronquist), podgromada Magnoliophytina Frohne & U. Jensen ex Reveal, klasa Rosopsida Batsch, podklasa goździkowe (Caryophyllidae Takht.), nadrząd  Caryophyllanae Takht., rząd goździkowce (Caryophyllales Perleb), rodzina przypołudnikowate (Aizoaceae F. Rudolphi), rodzaj litops (Lithops N.E.Br.).
Wykaz gatunków
- Lithops aucampiae L.Bolus
- Lithops bella N.E.Br.
- Lithops bromfieldii L.Bolus
- Lithops burchellii (D.T.Cole) Jainta
- Lithops coleorum S.A.Hammer & Uijs
- Lithops comptonii L.Bolus
- Lithops dendritica Nel
- Lithops dinteri Schwantes
- Lithops divergens L.Bolus
- Lithops eberlanzii (Dinter & Schwantes) N.E.Br.
- Lithops euniceae (de Boer) Jainta
- Lithops francisci (Dinter & Schwantes) N.E.Br.
- Lithops fulviceps (N.E.Br.) N.E.Br.
- Lithops gesineae de Boer
- Lithops glaudinae de Boer
- Lithops gracilidelineata Dinter
- Lithops hallii de Boer
- Lithops helmutii L.Bolus
- Lithops herrei L.Bolus
- Lithops hookeri (A.Berger) Schwantes
- Lithops julii (Dinter & Schwantes) N.E.Br.
- Lithops karasmontana (Dinter & Schwantes) N.E.Br.
- Lithops lesliei (N.E.Br.) N.E.Br.
- Lithops localis (N.E.Br.) Schwantes
- Lithops marmorata (N.E.Br.) N.E.Br.
- Lithops meyeri L.Bolus
- Lithops naureeniae D.T.Cole
- Lithops olivacea L.Bolus
- Lithops optica (Marloth) N.E.Br.
- Lithops otzeniana Nel
- Lithops pseudotruncatella (A.Berger) N.E.Br.
- Lithops ruschiorum (Dinter & Schwantes) N.E.Br.
- Lithops salicola L.Bolus
- Lithops schwantesii Dinter
- Lithops verruculosa Nel
- Lithops villetii L.Bolus
- Lithops viridis H.A.Lückh.
- Lithops werneri Schwantes & H.Jacobsen

## Zastosowanie
- Rośliny ozdobne – w klimacie umiarkowanym uprawiane są jako rośliny doniczkowe.